# Irena Szewińska
Irena Szewińska, född Kirszenstein den 24 maj 1946 i Leningrad, Sovjetunionen, död 29 juni 2018 i Warszawa, var en polsk friidrottare och senare IOK-ledamot. 

## Biografi
Irena Kirszenstein föddes i Leningrad i en judisk familj. Hennes far kom från Warszawa och hennes mor från Kiev.
1967 gifte hon sig med sin tränare Janusz Szewiński, som vid tillfället tävlade i häck på nationell nivå. De fick två söner, Andrzej Szewiński (född 1970), som spelade volleyboll för polska landslaget och senare blev senator, och Jarosław (född 1981).
1970 tog Szewińska en ekonomiexamen på universitetet i Warszawa.
Hon avled i sviterna av cancer på Warszawas "Military Institute of Medicine".

## Idrottskarriär
Szewińska var en av de främsta friidrottarna genom tiderna och hon tävlade på både 100 meter, 200 meter, 400 meter och i längdhopp. Hon är historisk genom att hon är den enda person, inklusive män, som haft världsrekordet på såväl 100 som 200 och 400 meter.
Hennes första större mästerskap var de Olympiska sommarspelen 1964 där hon deltog i det polska lag som vann guld och satte nytt världsrekord på 4 × 100 meter. Dessutom blev det silver på 200 meter, en tiondel efter Edith McGuire, och silver i längdhopp.
Under 1965 slog Szewińska världsrekordet på både 100 meter (med tiden 11,1) och 200 meter (med tiden 22,7). Rekorden innebar att hon var storfavorit till EM 1966 där hon levde upp till förväntningarna med guld på både 200 meter, längdhopp och i stafett. På 100 meter blev det silver. 
Före de Olympiska sommarspelen 1968 hade hon förbättrat sitt världsrekord på 200 meter till 22,5 och hon levde upp till förväntningarna när hon vann sitt första individuella olympiska guld på 200 meter. Dessutom blev hon bronsmedaljör på 100 meter. 
1971–1972 var förmodligen besvikelsens år med bara ett brons vid Olympiska sommarspelen 1972, denna gång på 200 meter. Dessutom bara ett brons vid EM 1971, också detta på 200 meter. 
Under 1974 slog hon två världsrekord, dels rekordet på 200 meter till 22,21 och dels världsrekordet på 400 meter till 49,9. Hon blev dubbel guldmedaljör samma år vid EM i Rom, denna gång på 100 meter och 200 meter. Två år senare vid Olympiska sommarspelen 1976 vann hon 400 meter överlägset på ett nytt världsrekord, 49,28. Hennes sista mästerskap blev EM 1978 där hon blev bronsmedaljör i stafett och på 400 meter. 
2004 valdes hon in i IOKs styrelse.